# 玉門市
玉門市（ぎょくもん-し）は中華人民共和国甘粛省酒泉市に位置する県級市。

## 地理
玉門市は甘粛省西部酒泉市の中部に位置し、市西部に疏勒河が流れる。市名の由来となった玉門関は西へ270km離れた敦煌市域にある。
博物館などのある甘粛省の観光都市で、交通の要地でもある。ホップ栽培など農業や牧畜のほか、石油とシルクロードで知られる。 

## 行政区画
- 街道弁事処：新市区街道
- 鎮：玉門鎮、赤金鎮、花海鎮、老君廟鎮、黄閘湾鎮、下西号鎮、柳河鎮、昌馬鎮、柳湖鎮、六墩鎮
- 民族郷：小金湾ドンシャン族郷、独山子ドンシャン族郷